# Podatak
Podatak je činjenica predočena u formaliziranom obliku, npr. kao broj, riječ ili slika.
Podatak (engl. datum za jedninu, data za množinu) predstavlja simbolički i formaliziran prikaz činjenica, pojmova i instrukcija, pogodan za komuniciranje, interpretaciju i obradu uz pomoć ljudi ili strojeva. 
Podatak je u osnovi poruka koja se može i ne mora iskoristiti. Ako postoji i najmanja vjerojatnost da se poruka jednoznačno i točno iskoristi, te predstavlja neosporivu činjenicu, tada predstavlja informaciju. 
Svojstva objekata i njihovih odnosa u prostoru i vremenu izražavamo podacima. Podatak je u suštini nesupstancijalne naravi, i primarno postoji kao misaoni objekt.
Pridružen je nekom konceptu, odnosno značenju kojim opisujemo svojstva.
Podatak se može shvatiti kao apstraktna struktura sastavljena od:
- značenja (naziv i opis značenja određenog svojstva)
- vrijednosti (mjera i iznos)
- vremena

Podatak je pojam koji opisuje i kvantificira stanje nekog procesa u realnom svijetu.
Podatak je često vrlo perpleksirani entitet.